# Marco Forti
Marco Forti (Firenze, 3 ottobre 1925 – Milano, 9 maggio 2019) è stato un critico letterario e curatore editoriale italiano, storico direttore della collana Lo Specchio della Mondadori.

## Biografia
Alternò diversi lavori, tra cui quelli all'Olivetti (con Geno Pampaloni) e all'Espresso, alla collaborazione con la casa editrice Lerici e a riviste quali "Paragone", "aut aut" e "La Fiera Letteraria". 
Dal 1960 iniziò a lavorare per Arnoldo Mondadori Editore, assumendo la direzione della collana Lo specchio e successivamente la cura dell’Almanacco antologico de “Lo specchio”. Di Eugenio Montale, di cui fu amico, curò le edizioni delle Poesie scelte (Oscar Mondadori 1987) e delle Prose e racconti (I Meridiani 1995). Il suo archivio è custodito dalla Fondazione Arnoldo e Alberto Mondadori.

## Opere principali
- Le proposte della poesia, Milano, Mursia, 1963; nuova edizione (Le proposte della poesia e nuove proposte) 1971
- Svevo romanziere, Milano, All'insegna del pesce d'oro, 1966
- Eugenio Montale: la poesia, la prosa di fantasia e d'invenzione, Milano, Mursia, 1973
- Idea del romanzo italiano fra Ottocento e Novecento, Milano, Garzanti, 1981
- In viaggio, Milano, Guanda, 1982
- Prosatori e narratori nel Novecento italiano, Milano, Mursia, 1984
- Il nome di Clizia, Milano, All'insegna del pesce d'oro, 1985
- In Versilia e nel tempo, Torino, Einaudi, 1986
- Nuovi saggi montaliani, Milano, Mursia, 1990
- Ungaretti girovago e classico,	Milano, All'insegna del pesce d'oro, 1991
- Tempi della poesia: il secondo Novecento da Montale a Porta, Milano, Mondadori, 1999
- Il Novecento in versi: studi, indagini e ricerche, Milano, Il saggiatore, 2004
- Narrativa e romanzo nel Novecento italiano: studi critici, ritratti e ricerche, Milano, Il saggiatore, 2009